# Archaïsme
Een archaïsme (Grieks: Αρχαϊσμός, oud, uit het verleden) is een verouderde taalvorm, een verouderde zinsconstructie of een verouderd woord. Ook oude en pseudo-oude spelling kan als zodanig worden beschouwd. Archaïsmen komen vooral voor in wettelijke, ambtelijke en Bijbelse taal.
Dichters en schrijvers gebruiken archaïsmen als stijlfiguur om hun werk bijvoorbeeld plechtstatiger te doen klinken, of om er couleur locale in aan te brengen of historisch te kleuren. Vooral negentiende-eeuwse schrijvers van historische romans maakten er gebruik van.
Gerard Reve archaïseerde om een ironisch effect te bereiken.
Marten Toonders taal in de Bommelsaga wordt gekenmerkt zowel door archaïsmen als door neologismen, door ironie, het gebruik van hyperbolen, komische namen, het gebruik van clichés door vaste stripfiguren, het gebruik van kromme taal door bijvoorbeeld professor Prlwytzkofsky en het gebruik van valse beeldspraak.
Tegenwoordige sprekers en schrijvers gebruiken soms doelbewust archaïsche termen om een historische realiteit te duiden als daar geen eigentijds woord voor is. Bijvoorbeeld de term richter voor het rechterschap in oude zin, en de archaïsche term stift voor een vrouwenkapittel uit de middeleeuwen.

## Voorbeelden
- aanschellen (aanbellen)
- amice (vriend)
- blode (laf of bedeesd, verlegen)
- deerne (meisje)
- dikwerf (dikwijls, vaak)
- doorluchtig (voornaam, verheven)
- drinklokaal (kroeg/café)
- gaarne (graag)
- geprangd (bedrukt)
- helegaar (volkomen)
- hoe vaart hij? (hoe gaat het met hem?)
- koddig personage (grappig iemand)
- maagschap (familie)
- te onzent (bij ons)
- ter sponde (in bed)
- schilderachtig heerschap (kleurrijk persoon)
- zwerk (hemel)
- vomeren (braken)

Sommige terminologie komt in de ene taalvariëteit wel, en in de andere taalvariëteit niet archaïsch over. Zo zijn de persoonlijke voornaamwoorden gij en ge in Vlaanderen, Noord-Brabant en de Liemers nog gebruikelijk in de omgangstaal, maar in de rest van het Nederlandse taalgebied niet meer. Om niet is ook nog gebruikelijk in de rechtstaal.